# Luca Mack
Luca Maurice Mack (* 25. Mai 2000 in Bietigheim-Bissingen) ist ein deutscher Fußballspieler.

## Familie
Mack ist der Sohn von Dirk Mack (langjähriger Nachwuchsdirektor der TSG 1899 Hoffenheim, Sportdirektor/Co-Trainer beim chinesischen Erstligisten Shandong Luneng Taishan) und wuchs in Löchgau auf. Sein Patenonkel ist der ebenfalls aus Löchgau stammende ehemalige Bundesligaprofi Julian Schuster.

## Karriere

### Verein
Mack ist seit 2003 Mitglied beim FV Löchgau und begann dort mit dem Fußball. 2012 wechselte er in die U13 des VfB Stuttgart und durchlief dort die weiteren Nachwuchsmannschaften. Zur Saison 2018/19 wurde er unter Trainer Nico Willig Kapitän der U19-Mannschaft des VfB und führte das Team in der A-Junioren-Bundesliga 2018/19 ins Endspiel um die Meisterschaft, das man gegen die U19 von Borussia Dortmund verlor, und zum Titel im DFB-Pokal der Junioren 2018/19. Zum Beginn der Zweitligasaison 2019/20 wurde Mack offiziell in den Profikader der Schwaben aufgenommen und unterzeichnete einen Vertrag mit einer Laufzeit bis Ende Juni 2022.
Ab der Saison 2019/20 trainierte Mack regelmäßig mit den Profis und kam für die zweite Mannschaft in der Oberliga Baden-Württemberg zum Einsatz. Dort gab er am 10. August 2019 im Spiel beim SV Oberachern sein Pflichtspiel-Debüt im Aktivenbereich. Zwei Tage später stand er beim DFB-Pokal-Spiel bei Hansa Rostock erstmals im Kader der Profis von Trainer Tim Walter, kam aber nicht zum Einsatz. Mitte September 2019 zog er sich im Oberliga-Spiel beim 1. Göppinger SV einen Knöchelbruch zu. Im Januar 2020 kehrte er unter Trainer Pellegrino Matarazzo ins Profitraining zurück. Am 28. Juni 2020 gab Mack sein Profidebüt für die erste Mannschaft des VfB Stuttgart, als er am letzten Spieltag der Saison 2019/20 gegen den SV Darmstadt 98 in der 82. Minute für Pascal Stenzel eingewechselt wurde. Mit dem Team erreichte er zugleich den direkten Wiederaufstieg in die Bundesliga. Außerdem stieg er mit dem VfB Stuttgart II in die Regionalliga Südwest auf.
Zur Saison 2021/22 wechselte Mack zum ungarischen Erstligisten Újpest Budapest. Dort blieb er bis zum Sommer 2024 und absolvierte insgesamt 74 Pflichtspiele für den Verein. Seinen einzigen Treffer erzielte er am 29. Juli 2023 im Ligaspiel gegen den Fehérvár FC (2:1). Am 2. Oktober 2024 kehrte Mack zur 2. Mannschaft des VfB Stuttgart in die 3. Liga zurück. Ein Jahr später verließ er den Verein erneut.

### Nationalmannschaft
Im September 2019 wurde Mack von U20-Bundestrainer Manuel Baum erstmals für die deutsche U20-Nationalmannschaft nominiert. Sein Debüt dort gab er am 5. September 2019 im Spiel gegen Tschechien, als er in der 78. Minute für Thomas Keller eingewechselt wurde.

## Erfolge
VfB Stuttgart
- Sieger des DFB-Pokal der Junioren: 2019
- Aufstieg in die Bundesliga: 2020